# The Match
The Match è un film del 1999 diretto da Mick Davies.

## Trama
Due pub scozzesi si scontrano in una partita di calcio per risolvere una vecchia questione.

## Distribuzione
Il film è uscito nel Regno Unito il 13 agosto 1999.